# 遠藤胤直
遠藤 胤直（えんどう たねなお、生没年不詳）は、安土桃山時代から江戸時代初期の武将。木越遠藤氏・遠藤胤基の子。母は遠藤盛数の娘（遠藤慶隆の姉妹）。通称、小八郎。室は慶隆の娘山本。
父の胤基は、文禄2年（1593年）11月23日、文禄の役より引き上げ帰る途上の長門国国分寺で46歳で病死した。父の所領を継いで、美濃国犬地城5500石を領する。文禄3年（1594年）、伏見城普請に慶隆とともに東美濃の木材を伐採しこれを提供し、普請にも進んで参加したので、伏見城の北側にある狼谷（今の京都市伏見区深草大亀谷）に屋敷を拝領した。慶長2年（1597年）12月7日、白山妙理大権現（現在の神田神社）に寄進をした。
慶長5年（1600年）の関ヶ原の戦いでは、当初は慶隆とともに徳川家康の重臣榊原康政に忠誠を尽くすことを約し東軍に与したが、胤直は前触れもなしに西軍に寝返り、上ヶ根城に籠城した。8月1日、岐阜城主織田秀信より激励状および鉄炮三十挺と弾薬を届られた。前哨戦としての八幡城の合戦に敗北し旗色悪く、9月5日には上ヶ根城を慶隆に攻められて降伏した。戦後、同じ慶隆の女婿の金森可重は、胤直の赦免を徳川家康に願い出たが、家康は義父の慶隆に逆らったことを赦さず改易となった。改易後、妻とは離縁し浪人となり京に移り住み玄斉（玄西）と号し、慶長9年（1604年）に没するなど諸説ある。